# Процесс (спектакль)
«Проце́сс» — спектакль в жанре судебной хроники, поставленный Геннадием Егоровым в 1985 году на сцене Ленинградского государственного театра имени Ленинского комсомола. Спектакль был создан по мотивам киноповести американского драматурга Эбби Манна «Суд в Нюрнберге», известной в русском переводе под названием «Суд над судьями».

## Сюжет
Американский трибунал, возглавляемый судьёй Хейвудом, слушает дело четырех вчерашних вершителей гитлеровского «правосудия» Эрнста Яннинга, Эмиля Ханна, Фридриха Хоффштеттера и Вернера Лампе. Судят судей — тех, кто во времена фашистского рейха звались блюстителями закона. Настала их очередь сидеть на скамье подсудимых по законам иного времени. Прокурор полковник Лоусон доказывает их вину не только перед теми, кого они подвергли насильственной стерилизации, безвинно осудили и расстреляли за «отношения с низшей расой», но и перед всеми живущими на земле.

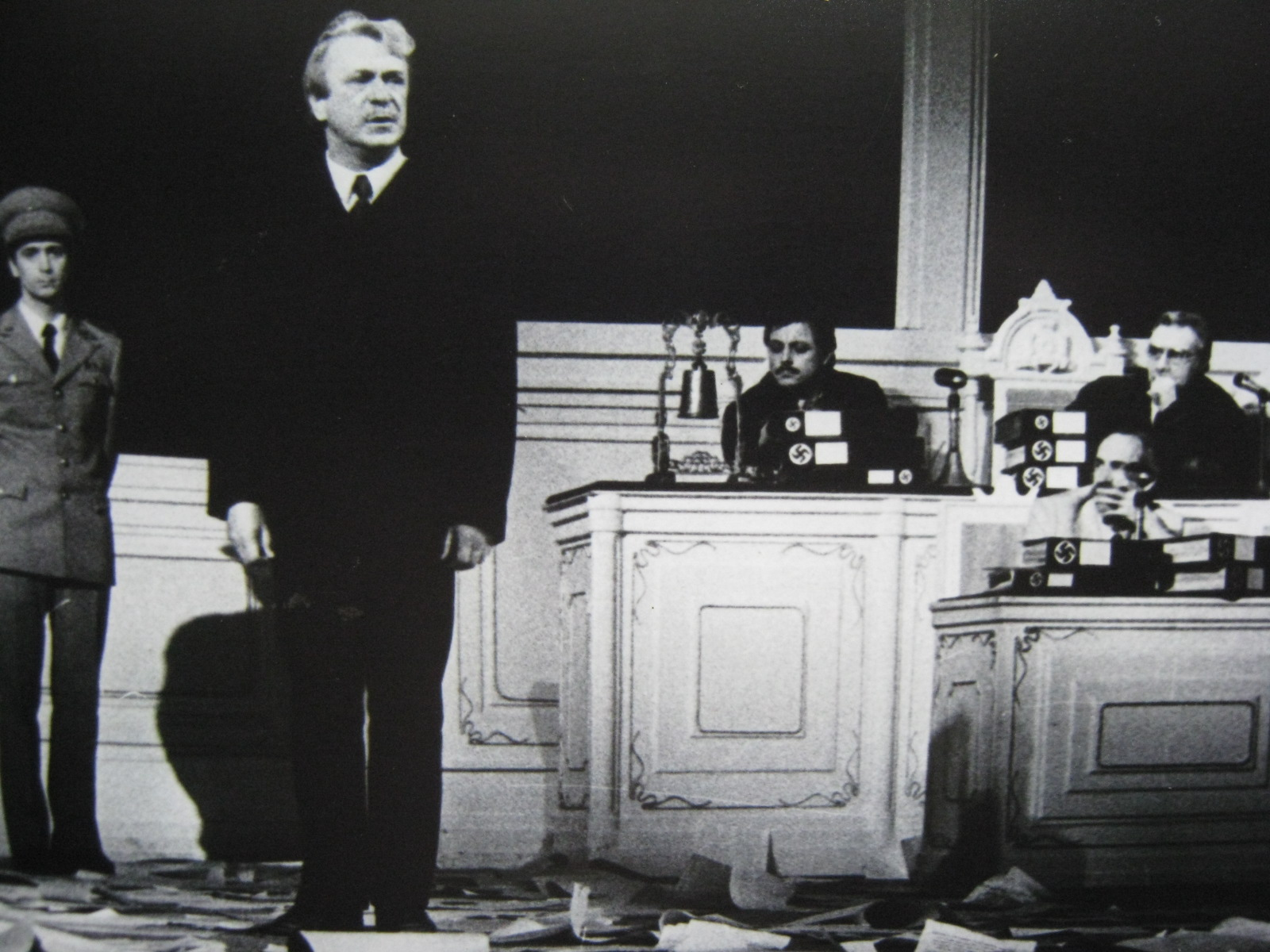
Сцена из спектакля «Процесс». В роли Янинга Леонард Борисевич.

Главный обвиняемый Эрнст Яннинг (в прошлом министр юстиции третьего рейха) не воевал, не работал в концлагерях, писал книги по праву. Но, подтверждая судебными постановлениями политику гитлеровской Германии, делал дозволенным преступления властей, которые совершались от имени закона. Не будучи злодеем по натуре, он, тем не менее, служил самому бесчеловечному режиму, какой знал мир. Адвокат Рольфе упорно и настойчиво доказывает, что подсудимые действовали в согласии с законами той страны, в которой они родились, и того исторического времени, в которое они жили. Но представитель обвинения полковник Лоусон стоит на своём: благодаря такому непротивлению насилию и стал возможен фашизм. И едва ли не в первую очередь они, судьи, виновны в гибели бессчётного числа людей.
Соотечественник обвиняемых адвокат Рольфе не одинок — он только явственная часть тёмных сил, за его спиной не только те, кто на скамье подсудимых, но и обыватели, вроде четы Хальбештадтов, и утончённые аристократы вроде фрау Бертхольд. Поединок фашизма и гуманизма заставляет каждого сделать выбор: потворствовать (хотя бы и не вмешательством) злу или сражаться.
Свой счёт фашизму предъявляют его чудом уцелевшие жертвы свидетели: Ирен Гофман и Рудольф Петерсен. Жестоко поплатившиеся за убеждения и нежелание лгать, они и теперь воюют с теми, кому хотелось бы повернуть историю вспять. Зрители имеют возможность и время всерьёз задуматься над каждым доводом обвинения и защиты, всерьёз решить для себя вопрос: какова же мера ответственности каждого из тех, кто жил тогда, за трагедию, случившуюся на планете, какова же мера ответственности каждого из нас за то, что происходит в мире сегодня.
Во время процесса обвиняемый Яннинг понимает, что его оправдание, которого так упорно добивается адвокат Рольфе, неизбежно приведёт к возрождению страшного призрака фашизма. Яннинг встаёт и выносит приговор себе сам и всем тем, кто оправдывает идеологию фашизма. Адвокат Рольфе понимает, что отстоять Яннинга уже не возможно, но очень важно как прозвучит дело Яннинга для немцев. Цель адвоката Рольфе — психологически подготовить Германию к реабилитации. Ведь Рольфе баллотируется в депутаты бундестага новой формации. Агрессивная ненависть Рольфе к миру и человечности кроется в фашизме и ведёт к реваншизму.

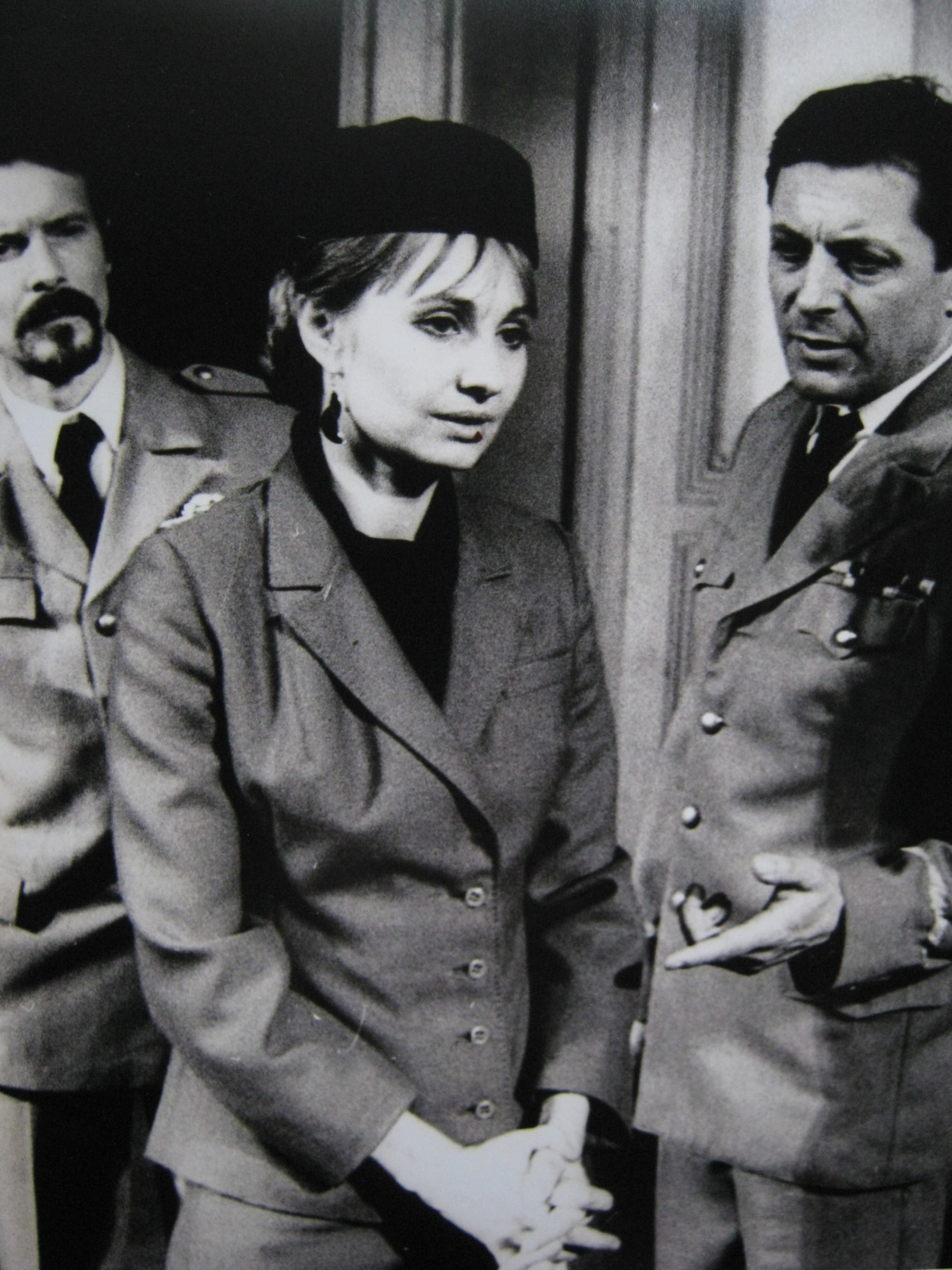
Сцена из спектакля «Процесс». В роли Реднитца Юрий Затравкин, в роли Ирен Гофман Лариса Луппиан, в роли Лоусона Владимир Тыкке.

Трагедия безответственности привела, в своё время, к расцвету фашизма, и это не должно повториться. К этой мысли постепенно приходит старый американец, судья Хейвуд, под чьим председательством трибунал должен вынести свой приговор. Шаг за шагом судья Хейвуд проникает в природу нацизма, медленно, но бесповоротно приходит к осуждению не только четырех палачей в мантиях, находящихся сейчас на скамье подсудимых, но и фашизма как такового. Каждый подобный шаг обретает в спектакле обобщающий смысл, показывая, как много может сделать «маленький», но честный человек в общей борьбе за мир. Если вначале судья Хейвуд ещё сомневался, то к моменту завершения заседаний убеждён: судить здесь надо с позиций всего человечества, всех живущих и живых. Обвиняемые должны ответить по самому высокому счёту.
Обратный путь проходит прокурор полковник Лоусон: обвинявший фашизм страстно и искренне вначале спектакля, он под нажимом тех, кто боится уже не фашизма, а «опасности с Востока», в последний момент отказывается от борьбы. Прокурор Лоусон подчинил себя новой политической ситуации. Мучительно больно переживает он свой внутренний конфликт. Время надломило героя. Заранее подготовленную обвинительную речь для заключительного заседания суда Лоусон отложил. Слишком остра. Слишком принципиальна. Не ко времени. И вот в этот кульминационный момент героем спектакля становится судья Хейвуд.
Суд закончился как будто справедливо: все подсудимые, как того требовал судья Хейвуд, приговорены к пожизненному заключению, как и их предшественники в 1946 году. Но после окончания процесса адвокат Рольфе предлагает судье Хейвуду пари «все кого он осудил на пожизненное заключение, через пять лет окажутся на свободе».
Актер, исполнявший роль судьи Хейвуда, выходит на авансцену и отстранённо произносит в зрительный зал: «Из 99 человек, приговорённых трибуналом к тюремному заключению, ни один не отбывает больше наказания». На экране кадры кинохроники: бывшие военные преступники разгуливают по улицам, учения войск НАТО, американские ракеты на территории ФРГ, атомный гриб Хиросимы, полиция разгоняет антивоенную демонстрацию. В финале спектакля крепко сомкнув локти, тесной шеренгой дружным строем идут навстречу зрительному залу артисты — все участники спектакля.

И когда в финале все участники спектакля, уже не подсудимые и судьи, не свидетели и защитники, а артисты Театра имени Ленинского комсомола крепко сведут локти и дружным строем пойдут навстречу зрительному залу, все в этом зале — как один — встанут в ответ этим шагам.

## Действующие лица и исполнители
- Председатель трибунала судья Хейвуд — Роман Громадский[7], Владимир Ляхов
- Член трибунала судья Айвз — Владимир Тыкке, Леонид Кудряшов
- Член трибунала судья Норрис — Александр Семёнов
- Сенатор Беркетт — Михаил Уржумцев
- Генерал Меррин  — Владимир Семёнов, Леонард Секирин
- Прокурор полковник Лоусон — Вадим Яковлев
- Помощник прокурора майор Реднитц — Юрий Затравкин
- Капитан Байерс  — Анатолий Дубанов
- Адвокат Оскар Рольфе — Вячеслав Захаров, Анатолий Петров, Алексей Арефьев
- Журналист Перкинс — Михаил Малиновский, Валерий Соловьёв
- Обвиняемый Эрнст Яннинг — Леонард Борисевич, Валерий Смирнов, Александр Малышев
- Обвиняемый Эмиль Ханн — Лев Бриллиантов, Кирилл Датешидзе, Леонид Михайловский
- Обвиняемый Фридрих Хоффштеттер — Вадим Гущин, Юрий Хохликов
- Обвиняемый Вернер Лампе — Адольф Шестаков, Леонид Михайловский
- Фрау Бертхольд — Валентина Панина, Татьяна Пилецкая
- Хальбештадт — Иван Федив, Лев Лемке
- Фрау Хальбештадт — Инна Слободская, Зинаида Афанасенко
- Шофер Шмидт — Вадим Бочанов, Константин Анисимов
- Свидетель обвинения Карл Вик — Виктор Ростовцев, Ефим Иоффе
- Свидетель обвинения Рудольф Петерсен — Александр Марков, Андрей Тенетко
- Свидетель обвинения Генрих Гейтер — Юрий Оськин
- Свидетель Ирен Гофман — Эра Зиганшина, Наталья Попова, Лариса Луппиан
- Свидетель Эльза Линднов — Зинаида Афанасенко, Татьяна Пилецкая
- Вальнер — Леонард Секирин, Владимир Долгушин
- Миссис Айвз — Тамара Котикова, Александра Отморская
- Певица — Татьяна Корнишина, Ирина Петрова
- 1-й певец — Рустем Гумеров
- 2-й певец — Юрий Фетинг

- В массовых сценах — Алексей Арефьев, Константин Анисимов, Николай Березин, Владимир Богданов, Анастасия Власова, Юрий Вьюшин, Евгений Ганелин, Елена Кондулайнен, Владимир Костюченков, Регина Лялейките, Анна Назарова, Александра Отморская, Ирина Смирнова, Марина Смолина, Тамара Страдина, Виктор Сухоруков, Андрей Ургант, Рашид Хайруллин, Юрий Хохликов

## Создатели спектакля
- Постановка — Геннадия Егорова
- Режиссёр — Владимир Ветрогонов
- Художник — Валентина Малахиева
- Ассистент художника — Юрий Тесля
- Режиссёр кино — Владимир Дремель
- Музыкальное оформление — Юрий Воронцов и Наталья Бондарчук
- Балетмейстер — Владимир Катаев
- Помощник режиссёра — Зоя Уржумцева
- Заведующий художественно-постановочной частью — Григорий Костюковский
- Консультант — доктор юридических наук, профессор, заслуженный деятель науки РСФСР Алексеев Н. А.

## История создания
В 1984 году для первой постановки в Ленинградском государственном театре имени Ленинского комсомола новый главный режиссёр Геннадий Егоров выбрал киноповесть американского драматурга Эбби Манна «Суд в Нюрнберге» о судебном процессе по делу нацистских судей в 1947 году, в котором перед американским трибуналом предстали высшие представители гитлеровской юстиции. Спектакль получил название «Процесс».
В спектакле исследовалась проблема несовместимости права и справедливости с политикой фашистского государства, проблема возможности реставрации фашизма в послевоенном мире. Согласно режиссёрской концепции Геннадия Егорова каждый образ в спектакле строился на фундаменте определённой мировоззренческой позиции. Актёры не просто воссоздавали фигуры обвиняемых и судей, но показывали систему этих позиций, обосновывали её жизнью каждого персонажа и таким образом решали документальную драму идей средствами психологического театра.
Художник спектакля, заслуженный деятель искусств РСФСР Валентина Малахиева, под впечатлением от посещения концентрационных лагерей Дахау, Освенцима и Бухенвальда в оформлении спектакля использовала только три цвета: белый, красный, и чёрный.
На сцене был создан зал заседаний Дворца юстиции Баварского города Нюрнберга. Налитые чернотой стены дворца, кричащий красный пол и ослепительно белые имперские тумбы судейских трибун. Эти же цвета были на флаге нацистской Германии. В сценах воспоминаний свидетелей, дающих показания о работе фашистского суда, на фоне окон с готическими витражами высвечивалась нацистская свастика. Когда раскрывались белые резные двери зала заседаний зрители видели разрушенный послевоенный город Нюрнберг. Временами сцена затемнялась, и оставался только киноэкран с документальными кадрами зверств фашистов в концлагерях.
Премьера спектакля «Процесс» Эбби Манна состоялась 25 февраля 1985 года на сцене Ленинградского государственного театра имени Ленинского комсомола.

## Гастроли
Спектакль был сыгран более 300 раз и показан в Ленинграде, Москве, Днепропетровске, Запорожье, Ижевске, Кемерово, Новокузнецке, Уфе.

## Телеверсия
В 1986 году спектакль Ленинградского государственного театра имени Ленинского комсомола «Процесс» был записан и показан на Ленинградском телевидении.

## Отзывы
«Процесс» — первый спектакль на сцене Театра имени Ленинского комсомола его нового главного режиссёра Г.Егорова. В нём сказалось умение режиссёра объединить и организовать труппу (почти вся она занята в спектакле), найти интересную композицию и пространственное решение сценического материала. Найти яркий театральный образный язык в передаче серьёзнейшего содержания. Достигнуть той выверенности ритма действия, при которой не происходит спада зрительского внимания.
— Н. Песочинская, Ленинградская правда

## Признание
- 22 апреля 1985 года Ленинградский государственный театр имени Ленинского Комсомола спектаклем «Процесс» открыл фестиваль театров России, посвящённый Победе советского народа в Великой Отечественной войне[18].
- В 1986 году на VII Ленинградском смотре-конкурсе произведений литературы и искусства Ленинградский государственный театр имени Ленинского комсомола был награждён дипломом за создание публицистического антифашистского спектакля «Процесс». Постановщик спектакля Геннадий Егоров, актёры — участники спектакля: Роман Громадский, Вячеслав Захаров, Эра Зиганшина, Вадим Яковлев стали лауреатами[2].
- Звание лауреата премии Ленинградской областной комсомольской организации присвоено Егорову Геннадию Семёновичу, главному режиссёру Ленинградского государственного театра имени Ленинского Комсомола «за постановку спектаклей последних лет в театре имени Ленинского Комсомола»[19].